# Kaszpi víziteknős
A kaszpi víziteknős (Mauremys caspica) a hüllők (Reptilia) osztályába, a teknősök (Testudines) rendjébe és a földiteknősfélék (Geoemydidae) családjába tartozó faj.
Egyes rendszerbesorolások a Bataguridae családba sorolják.

## Előfordulása
Európa területén mindössze három olyan faj él, amelyek a mocsári teknősök (Emydidae) és a földi teknősök (Geoemydidae) családjába tartoznak. Ezek közül kettő Mauremys: az egyik a kaszpi teknős (Mauremys caspica) a másik a spanyol víziteknős (Mauremys leprosa), mindkettő megtalálható Európában.
A kaszpi teknős a Kaukázus-vidékén, a Kaszpi-tenger nyugati és déli partvidékén, valamint Északnyugat-Iránban, Törökország keleti és Irak északi részén él. Elsősorban a hegyvidékek tiszta vízű patakjait kedveli. Szinte mindenféle édesvizet benépesít, de kedvenc lakóhelye a meleg vizű források és az ezek által táplált kisebb-nagyobb vizek.

## Alfaja
- Mauremys caspicas rivulata – a Balkán-félsziget déli és délkeleti részén, valamint Nyugat-Törökországban és Szíriában él.

## Megjelenése
Az állat hátpáncélja világosbarna, rajta – különösen a fiatal példányokon – szabálytalan vonalakból álló vörösesbarna vagy narancssárga minta látható. A haspáncél alapszíne világosbarna, de minden szarupajzson egy-egy sötét folt van. A hát és a haspáncélt összekötő úgynevezett híd mindig egyszínű sárgás. A végtagokat és a nyakat sárgás, narancssárgás csíkok díszítik. A törzsalak maximális páncélhossza 20–25 centiméter. Alfaja, a Mauremys caspicas rivulata kevésbé mutatós, a közepes és a nagy példányok szinte teljesen egyszínű sötétszürkék, has páncéljuk teljesen fekete, csak a nyakon van olajzöld alapon világos sárga sávozottság. Nagyobbra nő a törzsalaknál, páncélhossza elérheti a 35 centimétert.